# Józef Andrzej Frasik
Józef Andrzej Frasik (ur. 1 lutego 1910 w Rakowicach, zm. 23 grudnia 1983 w Krakowie) – polski poeta i prozaik.

## Życie
Urodził się w chłopskiej rodzinie Józefa i Marii z Wichrowskich. W latach 1922–1930 uczył się w VI Państwowym Gimnazjum im. Tadeusza Kościuszki w Krakowie. Po odbyciu zasadniczej służby wojskowej od 1932 studiował filologię polską na Uniwersytecie Jagiellońskim, w 1937 uzyskał magisterium. W czasie studiów był członkiem, a w 1934–1935 prezesem akademickiego koła literacko-artystycznego Litart. 
Debiutował w 1929 roku na łamach „Kuriera Literacko-Naukowego” (dodatku do „Ilustrowanego Kuriera Codziennego”) jako poeta. Związany był z nurtem literackim autentystów, zainicjowanego przez Stanisława Czernika. W latach 1934–1935 był redaktorem tygodnika „Gazeta Artystów”. Od 1935 był związany z grupą poetycką autentystów skupioną przy piśmie „Okolica Poetów”. Ogłosił w 1936 roku tom poezji Łąkami w górę.
Wiersze, prozę poetycką, artykuły i recenzje publikował m.in. w „Kurierze Literacko-Naukowym” (1929–1939), „Ilustrowanym Kurierze Codziennym” (1930–1939), „Gazecie Literackiej” (1931–1933), „Nowym Ustroju” (1934), „Na Szerokim Świecie” (1934–1939), „Tempie Dnia” (1934–1936), „Czasie” (1936–1939), „Pionie” (1936–1938), „Naszym Wyrazie” (1937–1939).
Uczestniczył w kampanii wrześniowej 1939 roku, brał udział w obronie Modlina i Warszawy. W czasie okupacji niemieckiej przebywał w Krakowie, gdzie pracował jako ekspedient. Uczestniczył w tajnych spotkaniach literackich.
W latach 1945–1947 był członkiem komitetu redakcyjnego tygodnika „Wieś”, współpracował z „Dziennikiem Literackim” (1945–1949). Był też długoletnim kierownikiem Redakcji Literackiej rozgłośni Polskiego Radia w Krakowie oraz reżyserem audycji literackich. Od 1957 publikował swoje wiersze, fragmenty prozy, recenzje literackie, m.in. w „Orce” (do 1961), „Dzienniku Polskim” (do 1970), „Gazecie Krakowskiej” (do 1970), „Wieściach” (do 1980), „Życiu Literackim” (do 1980), oraz w „Tygodniku Powszechnym” (1961–1970) i „Tygodniku Kulturalnym” (1962–1970).
Od 1945 należał do Związku Zawodowego Literatów Polskich (następnie do Związku Literatów Polskich). Był członkiem Towarzystwa Przyjaźni Polsko-Radzieckiej. Od 1947 należał do Stronnictwa Ludowego (od 1949 Zjednoczonego Stronnictwa Ludowego). 
Zmarł w Krakowie, pochowany na cmentarzu Rakowickim (kwatera LXIV-13-9).

## Twórczość

### Tomiki poezji
- Urodzony w źdźble
- Śpiewny czas
- Ziemia kwitnie
- Obłoki mijają nas
- Z rodu kamienia
- Mój wiatr, moja noc
- Wniebowstąpienie skowronków
- Łąkami  w górę
- Poezje wybrane
- Wiersze wybrane

### Proza
- Panny

## Odznaczenia
- Medal 10-lecia Polski Ludowej (1955)[3]
- Złota Odznaka „Za Pracę Społeczną dla miasta Krakowa” (1965)[4]